# ساي كارثيك
ساي كارثيك (بالإنجليزية: Sai Karthik)‏ هو ملحن هندي، ولد في 23 فبراير 1983 في Ongole ‏ في الهند.

## وصلات خارجية
- ساي كارثيك على موقع IMDb (الإنجليزية)
- ساي كارثيك على موقع ميوزك برينز (الإنجليزية)
- ساي كارثيك على موقع قاعدة بيانات الفيلم (الإنجليزية)